# Instituto de Gestão do Património Arquitetónico e Arqueológico

Logotipo

El Instituto de Gestão do Património Arquitetónico e Arqueológico (IGESPAR) (en español: Instituto de Gestión del Patrimonio Arquitectónico y Arqueológico), antiguamente Instituto Português do Património Arquitetónico (IPPAR), es una institución pública del Gobierno de Portugal, encargada de la conservación, preservación, e inventario del patrimonio arquitectónico portugués. Esto incluye edificios y sitios de interés histórico, arquitectónico, científico o de valor artístico. El instituto mantiene un registro de todos los sitios de clasificados y emite opiniones jurídicamente vinculante con respecto a las obras en ellos.

## Estructura

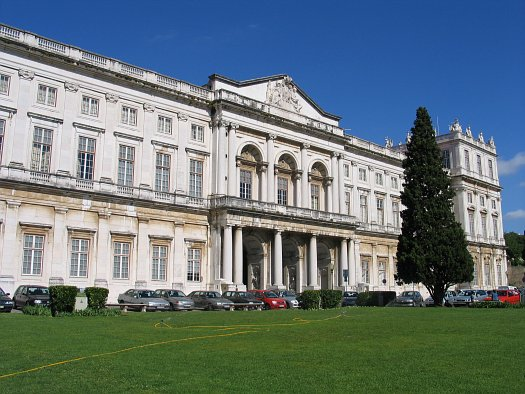
Situado en el Palacio Nacional de Ajuda

IGESPAR es una agencia del Estado, bajo los auspicios de la Ministério da Cultura (Ministerio de Cultura), con responsabilidad de la arquitectura y del patrimonio arqueológico. Su estructura interna se establecen en la Orden Ministerial no.376, que datan de 20 de marzo de 2007, con lo cual la organización se divide en cinco servicios individuales:
- Salvaguarda (Salvaguardia), que es responsable de la coordinación y el inicio de los estudios sobre los candidatos para la lista del patrimonio nacional, la promoción de planes para la salvaguardia de los edificios, restringir o anular los proyectos de construcción que infrinjan patrimonio nacional, y el monitor, así como la implementación de proyectos para conservar el patrimonio nacional;[1]
- Inventário, Estudos e Divulgação (Inventario, Estudios y Divulgación), es responsable del análisis físico de las condiciones, estado y estudio de los monumentos nacionales o de la arquitectura de interés nacional, y proporciona asistencia técnica al patrimonio listado;[2]
- Projectos e Obras (Proyectos y Obras), supervisa el proceso de conservación de los edificios y estructuras existentes in situ, proporcionando soluciones frente a la degradación existente y propone soluciones preventivas a los sitios existentes;[3]
- Jurídico (Jurídico) proporciona decisiones legales y apoya la intervención legal del IGESPAR en investigaciones existentes o en curso;[4] y
- Gestão (Administración), responsable de la gestión de la actual estructura organizativa y las operaciones en curso.[5]